# Big Brother Africa

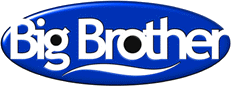
Logo do Big Brother África.

Big Brother África é um reality show produzido pela Endemol sob o formato Big Brother. Ele envolve 14 países da África (Angola, Botswana, Etiópia, Gana, Quénia, Malawi, Moçambique, Namíbia, Nigéria, África do Sul, Tanzânia, Uganda, Zâmbia e Zimbabwe), cada um enviando um participante que vive em uma casa de isolada vigiada 24h por dia junto dos outros jogando para não ser eliminado e chegar a final e, assim, ganhar um prêmio em dinheiro do programa. A primeira temporada começou em 2003 e a segunda em 5 de agosto de 2007.

## Primeira Temporada
Iniciou-se em 25 de maio de 2003 e terminou em 7 de setembro do mesmo ano, durando 106 dias. A vencedora desta edição foi a zambiana Cherise.
| Nome    | Posição         |                 |
| ------- | --------------- | --------------- |
| Cherise | 01ª - Vencedora | 01ª - Vencedora |
| Mwisho  | 02ª             | 02ª             |
| Tapuwa  | 03ª             | 03ª             |
| Gaetano | 04ª             | 04ª             |
| Warona  | 05ª             | 05ª             |
| Abby    | 06ª             | 06ª             |
| Zein    | 07ª             | 07ª             |
| Bayo    | 08ª             | 08ª             |
| Sammi   | 09ª             | 09ª             |
| Stefan  | 10ª             | 10ª             |
| Alex    | 11ª             | 11ª             |
| Bruna   | 12ª             | 12ª             |

## Segunda temporada
A segunda temporada do Big Brother África iniciou-se em 5 de agosto de 2007. A casa do programa localizava-se em Joanesburgo, África do Sul. O vencedor foi o tanzaniano Richard.

### Participantes
- Bertha Zakeyo (nascida em 2 de junho de 1979) é uma advogada de Harare, Zimbábue.
- Code Sangala (nascido em 2 de junho de 1976) é um dj de Blantyre, Malaui.
- Jeff Anthony Omondi Kariaga (nascido em 21 de novembro de 1983) é um empreendedor de Kisumu, Quênia.
- Justice Motlhabane (nascido em 17 de janeiro de 1984) é um estudante universitário de Serowe, Botswana.
- Lerato Sengadi (nascido em 31 de outubro de 1982) é um coordenador de eventos de Soweto, África do Sul.
- Maureen Namatovu (nascida em 5 de setembro de 1979) é uma designer de moda de Entebbe, Uganda.
- Maxwell Chongu (nascido em 27 de junho de 1981) é um operador de call center de Lusaka, Zâmbia.
- Meryl Shikwambane (nascida em 8 de março de 1986) é uma recepcionista da Namíbia.
- Ofunneka Malokwu (nascida em 9 de agosto de 1977) é uma assistente pessoal de Jos, Nigéria.
- Richard Dyle Bezuidenhout (nascido em 10 de agosto de 1982) é uma estudante de Ilala, Tanzânia.
- Tatiana Durão (nascida em 31 de março de 1981) é uma Cantora atriz e modelo de Luanda, Angola.

### Ranking
| Nome     | País          | Posição        |                |
| -------- | ------------- | -------------- | -------------- |
| Richard  | Tanzânia      | 01ª - Vencedor | 01ª - Vencedor |
| Ofunneka | Nigéria       | 02ª            | 02ª            |
| Tatiana  | Angola        | 03ª            | 03ª            |
| Maureen  | Uganda        | 04ª            | 04ª            |
| Code     | Malawi        | 05ª            | 05ª            |
| Kwaku    | Gana          | 06ª            | 06ª            |
| Bertha   | Zimbabwe      | 07ª            | 07ª            |
| Lerato   | África do Sul | 08ª            | 08ª            |
| Maxwell  | Zâmbia        | 09ª            | 09ª            |
| Meryl    | Namíbia       | 10ª            | 10ª            |
| Jeff     | Quênia        | 11ª            | 11ª            |
| Justice  | Botswana      | 12ª            | 12ª            |